# トゥオモ・スントラ
トゥオモ・スントラ（Tuomo Suntola、1943年 - ）はフィンランドの発明家であり科学技術指導者である。材料工学における先導的な研究、及びALD（Atomic Layer Deposition:原子層堆積）の開発者として知られている。

## 経歴
1971年にヘルシンキ工科大学においてPhDを取得（半導体物理学）。その後、VTTフィンランド技術開発センターにおいて薄膜湿度センサ「Humicap」をフィンランドの気象測器メーカーであるVaisala社向けに開発した。1974年にフィンランドのInstrumentarium社向けに薄膜ELディスプレイの開発を始め、その製造過程において必要とされる非常に高い絶縁耐力を有する薄膜を形成するために、今日ALDとして知られている技術を導入し、その技術はフィンランドLohja社によりELデバイスの量産向けとして1980年代半ばに採用された。ALDはその後、半導体デバイス製造においてキーとなる重要な工程の一つとなっている。
1987年、薄膜光起電力デバイス、不均一触媒、そして半導体デバイス向けにALD技術を導入するため国営石油会社であるネステの子会社としてMicrochemistry社を立ち上げた。1998年にMicrochemistry社とALD技術は半導体製造装置大手であるオランダのASMインターナショナルに買収され、Microchemistry社はASMのフィンランド子会社ASM Microchemistry社となった。それに先行して1997年、スントラはネステと国営電気設備会社の提携によって作られた国営エネルギー会社であるフォータム社にて特別研究員となり、主に再生エネルギーと先端エネルギー技術を研究した。
2004年にスントラはFortum社を退職したが、フィンランドのALD装置メーカーであるPicosun社の取締役は継続して務めている。2004年にナノスケール半導体デバイス開発への道を拓いたALD技術の開拓者としての功績を評価され、ヨーロッパSEMI賞を受賞。2018年には、情報技術への貢献によりミレニアム技術賞を受賞。

## 参考
ALD発明者、Picosun社取締役のトゥオモ・スントラ博士がミレニアム技術賞を受賞